# Pagina-oriëntatie

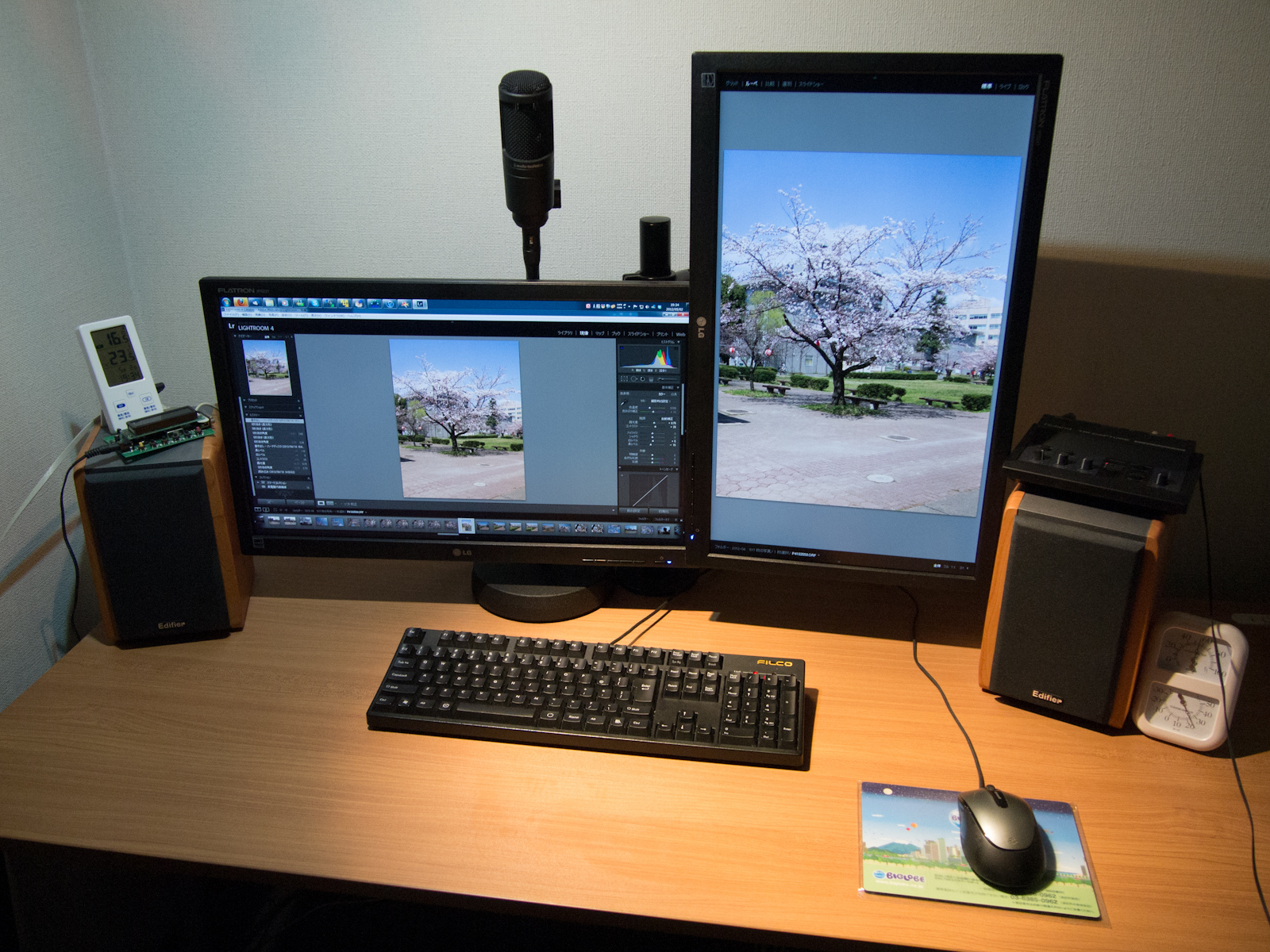
Links een beeldscherm in liggende oriëntatie, rechts een beeldscherm in portretmodus.

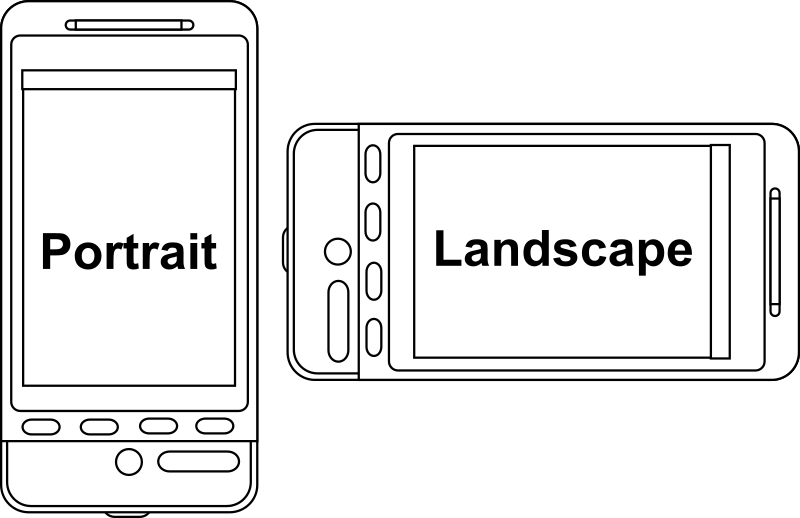
Een smartphone in verschillende schermoriëntaties.

Pagina-oriëntatie is de manier waarop een afbeelding, video, webpagina of tekstdocument wordt afgebeeld op een beeldscherm of afgedrukt op een printer. Bij beeldschermen gebruikt men ook wel de term schermoriëntatie. De twee meest voorkomende oriëntaties zijn portretmodus (staand) of landschapsmodus (liggend).

## Beschrijving
Bij het afdrukken van een pagina op bijvoorbeeld een printer kan men kiezen voor een staande of liggende stand. De meeste papieren documenten zijn afgedrukt op portretmodus. Een liggende stand kan uitkomst bieden voor het afbeelden of afdrukken van foto's en tabellen. Computerbeeldschermen geven beelden standaard weer in landschapsmodus, waarbij sommige modellen gedraaid kunnen worden naar een portretmodus. Zo kunnen tekstdocumenten of webpagina's volledig op het scherm worden getoond.
Staande beeldschermen bij computers werd voor het eerst toegepast in 1973 bij de Xerox Alto. Deze computer heeft een staand beeldscherm met een toetsenbord. Ook de latere IBM DisplayWriter heeft een staand beeldscherm, waarbij men vooral tekstverwerking op het oog had tijdens het ontwerp.
Na de introductie van de IBM Personal Computer in augustus 1981 verdwenen de verticaal georiënteerde beeldschermen snel van de markt. IBM ontwierp de computer met een liggende oriëntatie voor spreadsheets en softwareontwikkeling, niet voor het schrijven van tekst.
Ook na de introductie van het wereldwijde web begin jaren 90, dat pagina's in portretoriëntatie weergeeft, bleven verticale beeldschermen uit. Fabrikanten van videokaarten boden eind jaren 90 met hun software ondersteuning voor rotatie van het beeld, maar lang niet elke computermonitor kon draaien op het statief. Met de introductie van breedbeeldmonitors halverwege de jaren nul kwam vaker een draai of tiltstand. Ideaal bleek dit echter niet altijd, doordat het polarisatiefilter is afgestemd op horizontale weergave, wordt het beeldscherm moeilijk leesbaar onder verschillende hoeken in de verticale stand.
Verreweg de meeste software en besturingssystemen hebben functies bij het afdrukken voor het draaien van de pagina's naar staande of liggende stand.
Bij moderne apparatuur, zoals smartphones en tabletcomputers, is schermoriëntatie een ingebouwde functie geworden. De gebruiker kan eenvoudig het apparaat draaien naar een andere oriëntatie.